# 大亚湾
大亞灣是位於廣東省南部，由深圳龙岗大鹏半岛（大鹏新区，西岸）、惠州惠阳的铁炉嶂（澳头、霞涌街道，大亚湾经开区，北岸）和惠东稔平半岛（东岸）环绕而成的海湾，东靠红海湾，西邻大鹏湾，湾内有岛屿和岩礁上百个。
环大亞灣地区的能源建设相当发达，位于大鹏半岛的大亚湾核电站是中国大陆最早的两座核电站之一，位于惠阳的中海油炼油厂是亚洲最大的炼油设施之一。2018年以来，稔平半岛兴修能源设施，以期打造能源科技岛。

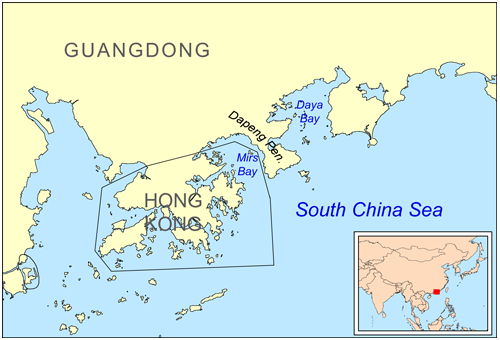
大亞灣在珠江三角洲的位置

## 歷史
清朝，墩头港作为东江流域腹地最近的出海口、淡水盐场与小淡水厂的接驳海港，不仅是粤盐的仓储、货运中心之一，更是惠州华侨出海远航的首选之地。1845年，英国海军部出版的海图中，将大鹏湾往东、红海湾以西的海域，即今天的大亚湾命名为湃亞士灣（Bias Bay）。世纪交接时期，大亚湾海盗频发。1937年4月4日，在冯焯勋、余汉谋等支持下，廣東省政府宣布将其改名為「大亞灣」:5397。1938年10月12日凌晨，日軍在大亞灣海面集結兩師團及先遣隊，約4,5000人，分左、中右三路登陸，分別在平海、霞涌和澳頭入侵，中路從澳頭圩以東5公里馬涌至霞涌以西桂米涌沙灘上岸。